# Ida z Formbachu
Ida z Formbachu (narozena 1055? – zemřela po září 1101?) byla rakouskou markraběnkou ne zcela jistého původu a účastnicí křížové výpravy.

## Život
Ida se provdala za rakouského markraběte Leopolda a ovdověla roku 1095. Roku 1100 se připojila k pomocné křížové výpravě hraběte Viléma z Nevers. Společně s Welfem Bavorským, Vilémem Akvitánským, Fridrichem z Bogenu, řezenským purkrabím Jindřichem a dalšími nadšenými křižáky se vydala do Svaté země. K výpravě patřili i mnozí duchovní - Dětmar Salcburský, Oldřich Pasovský, Gislebert z Admontu a především kronikář Ekkerhard z Aury.
Při pochodu přes malou Asií byla francouzská část křižáků překvapena seldžuckými vojáky u Heraclea. Z obklíčení se podařilo vyváznout pouze několika rytířům s Vilémem z Nevers, přes Kilíkii dorazili do Antiochie, kam přišli oloupení, polonazí a bez zbraní. Hugo z Vermandois byl vážně zraněn a v říjnu v Tarsu zemřel. Krátce po Francouzích dorazilo k osudnému místu i znavené vojsko bavorského a akvitánského vévody. Ukrytí Seldžukové využili zaneprázdnění nic netušících vojáků sháněním občerstvení a vojsko opět téměř zcela zdecimovali. Zachránila se pouze malá část rytířů s veliteli.
| „                     | Když velikánské vojsko francké... směřovalo k Jeruzalému ...a lidu nesčetně, seskupeného v dvojí vojsko, jízdní a pěší. Těm na Romanských hranicích se postavil Turek Soliman... on nezapomenuv na své ztráty, s velikým množstvím Turků nešťastně rozprášil vojsko Francké a skoro vše k záhubě přivedl... přes sto tisíc jezdcův i pěších mečem pohubil. Z žen některé povraždil, některé odvedl s sebou. | “ |
| — Fulcher ze Chartres | |   |

Během bitvy mezi mnoha ženami v doprovodu zmizela Corba, žena Geoffreyho Burela a markraběnka Ida. Podle Alberta z Aix není zcela jisté, zda byla Ida zabita či krveprolití přežila a skončila v zajetí. Ujala se legenda o Idině pobytu v harému  a následném porodu atabega Zengího.